# Giải phẫu sinh thể
Giải phẫu sinh thể (tiếng Anh: vivisection) (từ tiếng Latin  vivus 'còn sống', và  sectio 'cắt') là một ngoại khoa được tiến hành cho các mục đích thực nghiệm trên sinh vật sống, đặc biệt là động vật có hệ thần kinh trung ương, để xem cấu trúc bên trong sinh vật sống. Từ với nghĩa rộng được dùng với nghĩa xấu là bao quát các thuật ngữ cho thí nghiệm động vật (animal testing) bởi các tổ chức phản đối thực nghiệm trên động vật nhưng hiếm khi được dùng bởi các nhà khoa học thực nghiệm. Giải phẫu sinh thể trên người được xem là một hình thức tra tấn.